# المشاعر المعادية للغجر
المشاعر المعادية للغجر (وتسمى أيضًا مناهضة الغجر، ومعاداة الرومن، ورهاب الرومن) هي شكل من أشكال التعصب الذي يتكون من العداء، والتحامل، والتمييز، والعنصرية، وكراهية الأجانب الموجهة خصوصًا إلى الغجر (الرومن، والسنتي، والأيبيرية كالي، والويلزية كالي، والفنلندية كالي، والروما المسلمون، والرومنيشال). غالبًا ما تُطلق على المجموعات المتجولة غير الغجرية في أوروبا مثل الينيش والأيرلنديين والمسافرين في المرتفعات اسم «الغجر» ونتيجة لذلك، غالبًا ما يُخلط بينهم وبين شعب الرومن. نتيجة لذلك، فالمشاعر التي كانت موجهة في الأصل إلى شعب الرومن موجهة أيضًا إلى مجموعات الرحالة الأخرى ويشار إليها كثيرًا باسم مشاعر «مناهضة الغجر».
يعترف البرلمان الأوروبي والمفوضية الأوروبية وكذلك قطاع عريض من المجتمع المدني بمصطلح مناهضة الغجر.
يواجه المسلمون الغجر تمييزًا مزدوجًا ما بين مشاعر مناهضة للغجر ورهاب الإسلام.

## نبذة تاريخية

### في العصور الوسطى
في السجلات البيزنطية المبكرة في القرن الثالث عشر، ذكِر الأتسينغانوي على أنهم «سحرة... وهم مصدر إلهام شيطاني ويتظاهرون بالتنبؤ بالمجهول». وثِق استعباد الغجر، ومعظمهم من أسرى الحرب، في إمارة الدانوب لأول مرة في أواخر القرن الخامس عشر. في هذه البلدان، مًررت تشريعات واسعة النطاق قسمت الغجر إلى مجموعات مختلفة، وفقًا لمهامهم كعبيد.
بحلول القرن السادس عشر، عمل العديد من الغجر الذين عاشوا في أوروبا الشرقية والوسطى كموسيقيين وحرفيين مهرة وجنود. مع توسع الإمبراطورية العثمانية، هبط الغجر، الذين نُظر إليهم على أنهم «بلا انتماء مهني دائم ظاهر»، إلى أدنى درجات السلم الاجتماعي.

### داتشيون
شكل شعب الداتشيون المجموعة الأسطورية من المتجولين الأوروبيين، وقيل إنهم طبقة الرومن. يُزعم أنهم متخصصون في سرقة الأطفال وتصنيع النزوات البشرية. يشار إليهم أيضًا باسم المجتمع الإجرامي الذي استمر حتى القرن الثامن عشر، وشوهوا الأطفال حتى يتمكنوا من بيعهم كمتسولين محترفين. يُشار إلى أن الداتشيون سكنوا أجزاء من إسبانيا لعدة مئات من السنين. كان المصطلح، إلى جانب جيتانوس، اسمًا إسبانيًا لروما. عرفهم فيكتور هوغو في روايته الرجل الضاحك (بمشتريي الأطفال). ادعى هوغو أن آثار هذه المجموعة يمكن العثور عليها في قوانين العقوبات التي أقرتها الحكومتان الإسبانية والإنجليزية. يُزعم أن أصل اسمهم مرتبط بمنطقة داقية القديمة، وهي مملكة سابقة ومقاطعة رومانية لاحقًا.

### القرنان السادس عشر والسابع عشر
في مملكة المجر في القرن السادس عشر في وقت الاحتلال التركي، طور التاج سياسات قوية مناهضة للرومن، واشتبه بهؤلاء الأشخاص باعتبارهم جواسيس أتراك محتملين أو طابور خامس. في هذا الجو، طرِدوا من العديد من المواقع وتبنوا بشكل متزايد أسلوب حياة بدوي.
صدر أول تشريع ضد الغجر في مسيرة مورافيا في عام 1538، وبعد ثلاث سنوات، أمر فرديناند الأول بطرد الغجر في مملكته بعد سلسلة من الحرائق في براغ.
في عام 1545، أعلن اجتماع أوغسبورغ أن «كل من يقتل الغجر (الرومن)، لن يكون مذنبًا بارتكاب جريمة قتل». دفعت موجة القتل الهائلة اللاحقة التي حدثت في جميع أنحاء الإمبراطورية فيما بعد الحكومة إلى التدخل «لمنع إغراق نساء وأطفال الرومن».
في إنجلترا، حظر قانون المصريين 1530 الذي أقره التاج في البرلمان الرومن من دخول البلاد وطالب أولئك الذين يعيشون في البلاد بالمغادرة في غضون 16 يومًا. أدى تجاهل ذلك إلى مصادرة الممتلكات والسجن والترحيل. عدِل القانون بقانون المصريين 1554، الذي أمرهم بالتخلي عن «حياتهم ومجموعتهم الشقية والعاطلة وغير الصالحة» واعتماد أسلوب حياة مستقر. بالنسبة لأولئك الذين فشلوا في الالتزام بحياة مستقرة، فسر مجلس الملكة الخاص السماح بإعدام الغجر غير الممتثلين «على أنه تحذير للآخرين».
في عام 1660، منع الملك لويس الرابع عشر الغجر من الإقامة في فرنسا.

### القرن الثامن عشر
في عام 1710، أصدر يوزف الأول، الإمبراطور الروماني المقدس، مرسومًا ضد الرومن، يأمر «بإعدام جميع الذكور البالغين دون محاكمة، في حين يجب جلد النساء والشباب ونفيهم إلى الأبد». بالإضافة إلى ذلك، في مملكة بوهيميا، كان من المقرر قطع آذان الرومن اليمنى، وفي مسيرة مورافيا، كان من المقرر قطع الأذن اليسرى. في أجزاء أخرى من النمسا، وسِم على ظهورهم بالمياسم علامة تمثل المشنقة. مكنت عمليات التشويه هذه السلطات من تحديد هوية الأفراد على أنهم من الرومن في اعتقالهم الثاني. شجع المرسوم المسؤولين المحليين على مطاردة الغجر في مناطقهم من خلال فرض غرامة قدرها 100 رايخستالر على أولئك الذين فشلوا في القيام بذلك. كان من المقرر معاقبة أي شخص ساعد الغجر بالعمل القسري لمدة نصف عام. كانت النتيجة عمليات قتل جماعي للغجر عبر الإمبراطورية الرومانية المقدسة. في عام 1721، عدل كارل السادس المرسوم ليشمل إعدام الإناث الغجريات البالغات، بينما «يوضع الأطفال في المستشفيات للتعليم».
حملة الغجر الكبرى، المعروفة أيضًا باسم «السجن العام للغجر»، عبارة عن غارة سمحت بها ونظمتها الملكية الإسبانية في عام 1749، أدت إلى اعتقال معظم الغجر (الرومن) في المنطقة. على الرغم من إطلاق سراح الغالبية بعد بضعة أشهر، أمضى كثيرون آخرون عدة سنوات في السجن وخضعوا للعمل القسري. وافق الملك فرديناند السادس ملك إسبانيا على الغارة.
في عام 1774، أصدرت النمساوية ماريا تيريزا مرسومًا يمنع الزواج بين الرومن. عندما تتزوج امرأة غجرية من شخص غير غجري، عليها تقديم دليل على «الخدمة المنزلية الدؤوبة والإلمام بالمبادئ الكاثوليكية»، كان على الذكر الغجري «إثبات قدرته على إعالة الزوجة والأطفال»، و«الأطفال الغجر فوق سن الخامسة يجب أخذهم وتربيتهم في أسر غير غجرية».
في عام 2007، أنشأت الحكومة الرومانية لجنة لدراسة استعباد الغجر في القرنين الثامن عشر والتاسع عشر من قبل الأمراء وملاك الأراضي المحليين والأديرة. وثِقت هذه الممارسة القانونية الرسمية لأول مرة في القرن الخامس عشر. حظِرت عبودية الغجر في إمارتي البغدان ووالاشيا الرومانيتين نحو عام 1856.

### إبادة الغجر (بوراجموس)
وصل اضطهاد شعب الغجري إلى ذروته خلال الحرب العالمية الثانية، في بوراجموس (حرفيًا: الافتراس)، وهو مصطلح وصفي جديد للإبادة الجماعية النازية للغجر خلال الهولوكوست. كانت مجتمعات الغجر في أوروبا الوسطى والشرقية أقل تنظيمًا من المجتمعات اليهودية؛ ونتيجة لذلك، فإن أينزاتسغروبن، وهي فرق الموت سافرت من قرية إلى أخرى وذبحت سكانها الغجر، لم تترك عادة سوى القليل من السجلات عن عدد الغجر الذين قتلوهم بهذه الطريقة. على الرغم من تقديم قدر كبير من الأدلة الوثائقية على القتل الجماعي في حالات قليلة، لكن من الصعب تقييم العدد الفعلي للضحايا. يقدر المؤرخون أن ما بين 220,000 و500,000 من الغجر قتلوا على يد الألمان والمتعاونين معهم -25% إلى أكثر من 50% أقل بقليل من 1 مليون من الغجر الذين عاشوا في أوروبا في ذلك الوقت. كشفت دراسة أكثر شمولًا أجراها يان هانكوك أن عدد القتلى بلغ نحو 1.5 مليون.
وضعت الأيديولوجية العنصرية النازية الشعب الغجري، واليهودي، والسلافي، والسود في أسفل السلم العرقي. جردت قوانين نورمبرغ الألمانية لعام 1935 اليهود من الجنسية وصادرت الممتلكات وجرمت العلاقات الجنسية والزواج من الآريين. توسعت هذه القوانين لتشمل الغجر حيث أن السياسة النازية تجاه الغجر والسنتي كانت معقدة بسبب النظريات العنصرية التاريخية الزائفة، والتي يمكن أن تكون متناقضة، وتحديدًا أن الغجر من أصل مصري. بينما اعتبروا الغجر أقل شأنًا إلى حد كبير، فإنهم اعتقدوا أن الغجر لديهم بعض الجذور «الآرية» البعيدة فاسدة. الغجر هم في الواقع شعب أوروبي من أصل هندي شمالي غربي، أو ما يُعتبر حرفيًا آريًا. على غرار اليهود الأوروبيين، وتحديدًا الأشكناز، اكتسب شعب الغجر بسرعة جينات أوروبية عن طريق الاستعباد والزواج المختلط عند وصولهم إلى أوروبا قبل 1000 عام.